# Feketevégű karcsúcincér
A feketevégű karcsúcincér (Stenurella melanura) a rovarok (Insecta) osztályának a bogarak (Coleoptera) rendjéhez, ezen belül a mindenevő bogarak (Polyphaga) alrendjéhez és a  cincérfélék (Cerambycidae) családjához tartozó faj.

## Elterjedése
A feketevégű karcsúcincér elterjedési területe egész Európa. Magyarország hegy- és dombvidékein az egyik leggyakoribb cincérfaj, de az Alföld erdős területein is előfordul.

## Megjelenése
A feketevégű karcsúcincér 7-12 milliméter hosszú. Teste mélyfekete. A nőstény szárnyfedői vörösek, fekete csúccsal és a pajzsocskáig el nem érő széles varratsávval, a hímé vörösesbarnák, a varratuk és a csúcsszegélyük elmosódottan fekete. A hím karcsúbb. A kétöves karcsúcincértől (Stenurella bifasciata) nehéz megkülönböztetni. Annak azonban a potroha részben vörös, illetve a nőstény szárnyfedőin a közép mögött széles fekete harántcsík látható, amely a varraton összeköttetésben áll a fekete szárnycsúccsal.
|  |  |

## Életmódja
A feketevégű karcsúcincér lomberdők és velük határos virágos rétek lakója. A kifejlett bogarak májustól szeptemberig cickafark, vadmurok és más növények virágzatán tartózkodnak. A lárvák tölgyek, juharok, luc- és erdeifenyők ágaiban élnek. A lárvák elhalt faanyaggal táplálkoznak.